# (8440) Wigeon
(8440) Wigeon ist ein Asteroid des mittleren Hauptgürtels, der am 27. Oktober 1977 von dem niederländischen Astronomenehepaar Cornelis Johannes van Houten und Ingrid van Houten-Groeneveld entdeckt wurde. Die Entdeckung geschah im Rahmen der 3. Trojaner-Durchmusterung, bei der von Tom Gehrels mit dem 120-cm-Oschin-Schmidt-Teleskop des Palomar-Observatoriums aufgenommene Feldplatten an der Universität Leiden durchmustert wurden, 17 Jahre nach Beginn des Palomar-Leiden-Surveys.
Der Asteroid gehört zur Gefion-Familie, einer Gruppe von Asteroiden des mittleren Hauptgürtels, die nach (1272) Gefion benannt wurde. Früher wurde die Gruppe auch als Ceres-Familie bezeichnet (nach (1) Ceres, Vincenzo Zappalà 1995) und Minerva-Familie (nach (93) Minerva, AstDyS-2-Datenbank). Die zeitlosen (nichtoskulierenden) Bahnelemente von (8440) Wigeon sind fast identisch mit denjenigen der beiden kleineren, wenn man von der Absoluten Helligkeit von 15,4 und 16,2 gegenüber 13,1 ausgeht, Asteroiden (139692) 2001 QU214 und (298655) 2004 CS2.
(8440) Wigeon ist nach der Pfeifente (Anas penelope) benannt, einem Entenvogel, der zur Untergattung Mareca (in englischer Sprache Wigeon) gehört. Zum Zeitpunkt der Benennung des Asteroiden am 2. April 1999 befand sich die Pfeifente als Wintergast auf der niederländischen Blauen Liste wichtiger Vögel, die 1994 gemeinsam mit der niederländischen Roten Liste gefährdeter Vogelarten herausgegeben wurde. Diejenigen Asteroiden aus den Palomar-Durchmusterungen, die nach Vögeln benannt sind, tragen fast ausschließlich den Artnamen der wissenschaftlichen Schreibung. Im Falle von (8440) Wigeon war dies nicht möglich, weil es schon einen Asteroiden namens Penelope gibt. (201) Penelope, 1879 entdeckt, ist jedoch nach Penelope benannt, der Gattin des Odysseus aus der griechischen Mythologie.